# Akcja Bezpośrednia (Ukraina)
Akcja Bezpośrednia (ukr. Пряма дія) – niezależny związek zawodowy na Ukrainie zrzeszający studentów o poglądach lewicowych. Związek został założony w 2008 przez studentów Uniwersytetu Kijowskiego, a oficjalnie zarejestrowany 15 kwietnia 2009. Posiada oddziały na kijowskich uniwersytetach, a także w kilku ośrodkach regionalnych Ukrainy.

## Historia
W połowie lat 90. w Kijowie istniał już studencki półlegalny związek zawodowy „Akcja Bezpośrednia”. W 2008, kiedy studenci postanowili założyć nowy, niezależny związek zawodowy, postanowiono przyjąć nazwę „Akcja Bezpośrednia” jako znak kontynuacji tradycji młodzieżowego oporu.
Związek ideologicznie powiązany jest z ukraińską nową lewicą, w tym z ideami antykapitalizmu i feminizmu. Sprzeciwia się działalności parlamentarnej i „starej lewicy”, którą wiąże z postkomunistyczną zbiurokratyzowaną polityką. Dąży do stworzenia oddolnej organizacji studenckiej opartej na horyzontalnych zasadach koordynacji, co miałoby stopniowo zastępować biurokratyczny aparat administracji i kształtować stosunki w dziedzinie edukacji na zasadach równości, demokracji bezpośredniej i współpracy.
Akcja Bezpośrednia walczy z komercjalizacją edukacji, w tym o całkowicie bezpłatną edukację. Równocześnie broni praw socjalnych studentów – godnych warunków w akademikach, podwyższenia stypendiów, przeciwstawia się wymuszeniom, wykorzystywaniu studentów itp. Związek opowiada się za wolną edukacją. Dąży do równouprawnienia nauczyciela i ucznia, o demokratyczne kształtowanie programów edukacyjnych, swobodne uczęszczanie na zajęcia i swobodny wybór przedmiotów. Opowiada się również za ostateczną sekularyzacją edukacji i nauki. Jednym z głównych zadań związku zawodowego jest stworzenie sprawnego ruchu studenckiego, solidarnego wspierania ruchów wyzwoleńczych i emancypacyjnych na Ukrainie i za granicą.
Związek zawodowy jest również zaangażowany w działalność antyfaszystowską.
W 2016 aktywność związku zaniknęła, jednak w lutym 2023 ogłoszono wznowienie działalności. W oświadczeniu napisano m.in.: „Dążymy do stworzenia ogólnoukraińskiej przestrzeni współpracy, wzajemnej pomocy i solidarności wśród studentów, aby ułatwić wszystkim zainteresowanym proces edukacyjny. Ważne jest dla nas tworzenie bezpiecznych warunków życia dla narażonych na niebezpieczeństwo grup w środowisku edukacyjnym, wspieranie studentów, którzy pozostali na linii frontu lub w innych niebezpiecznych obszarach oraz pomoc wysiedlonym studentom w adaptacji w nowych miastach”.